# A. S. A. Harrison
A. S. A. Harrison, pseudonimo di Susan Harrison (1948 – 14 aprile 2013), è stata una scrittrice e artista canadese.

## Biografia
Susan Harrison ha firmato tutte le sue pubblicazioni con lo pseudonimo di A. S. A. Harrison e ha vissuto a Toronto gran parte della sua vita. Era sposata con l'artista visuale John Massey.
A partire dalla fine della seconda metà degli anni sessanta, la Harrison ha collaborato con Margaret Dragu, diventando famosa nel campo della performance art. Ha inoltre lavorato, tra gli anni settanta e ottanta, come tipografa per il Toronto Sun, pubblicando alcuni lavori di non-fiction. Tra questi spicca Orgasms, una raccolta pionieristica di interviste al femminile.
Con Margaret Dragu ha poi pubblicato Revelations, nel 1987, una raccolta di saggi sullo striptease. Attivista animalista, ha pubblicato un libro umoristico sull'astrologia felina, Zodicat Speaks
Il suo primo romanzo, il thriller psicologico La sposa silenziosa (tit. originale The Silent Wife) è stato pubblicato nel giugno 2013, ottenendo un buon successo di critica. Incentrato sul lento disfacimento di un matrimonio, viene spesso indicato nel sottogenere del domestic noir. Poco dopo la pubblicazione di questo romanzo, la Harrison è morta di cancro, a 65 anni. Negli ultimi mesi di vita, stava lavorando ad un nuovo thriller, rimasto incompiuto.

## Opere

### Non fiction
- Lena, Taurus Publication, 1970
- Orgasms, Coach House Press, 1974
- Revelations, con Margaret Dragu, Nightwood Editions, 1987
- Zodicat Speaks, Viking Penguin, 1996
- Changing the Mind, Healing the Body: Eight Case Studies in Transformational Belief-Change Therapy, intervista a Elly Roselle, Ugly Duckling Editions, 2005

### Romanzi
- The Silent Wife, Penguin Group US, 2013

### Opere pubblicate in italiano
- La sposa silenziosa, (tit. originale: The Silent Wife), trad. di Alisa Matizen e Irene Abigail Piccinini, Longanesi, Milano, 2014